# Mario A. Ferrero
| Entdeckte Asteroiden: 2    | Entdeckte Asteroiden: 2 | Entdeckte Asteroiden: 2 |
| -------------------------- | ----------------------- | ----------------------- |
| Nummer und Name            | Entdeckungsdatum        |                         |
| (1169) Alwine              | 30. August 1930         |                         |
| (2119) Schwall             | 30. August 1930         |                         |
| alle zusammen mit Max Wolf |                         |                         |

Mario A. Ferrero (* 1904; † 1965) war ein italienischer Astronom und Physikdozent.
Er entdeckte am 30. August 1930 zusammen mit Max Wolf an der Landessternwarte Heidelberg-Königstuhl (IAU-Code 024) insgesamt zwei Asteroiden.
Ferrero arbeitete in den 1930er Jahren an der Turiner Sternwarte in Pino Torinese und lehrte später Physik an der Polytechnischen Universität in Turin.
Der Asteroid (7684) Marioferrero wurde nach ihm benannt.